# Straße von Kertsch
Die Straße von Kertsch (von den Alten Griechen Kimmerischer Bosporus genannt) ist eine Meerenge in Osteuropa, die das Schwarze Meer mit dem Asowschen Meer verbindet.

## Geografie
Die Straße von Kertsch trennt die Halbinsel Krim im Westen von der Halbinsel Taman im Osten, ist rund 40 km lang und an ihrer schmalsten Stelle 4 km breit.
Auf der Seite der Krim liegt Kertsch, auf der Seite von Taman an der schmalsten Stelle der Meerenge der Hafen Port Kawkas und weiter südlich als größte Ortschaft die Staniza Taman.

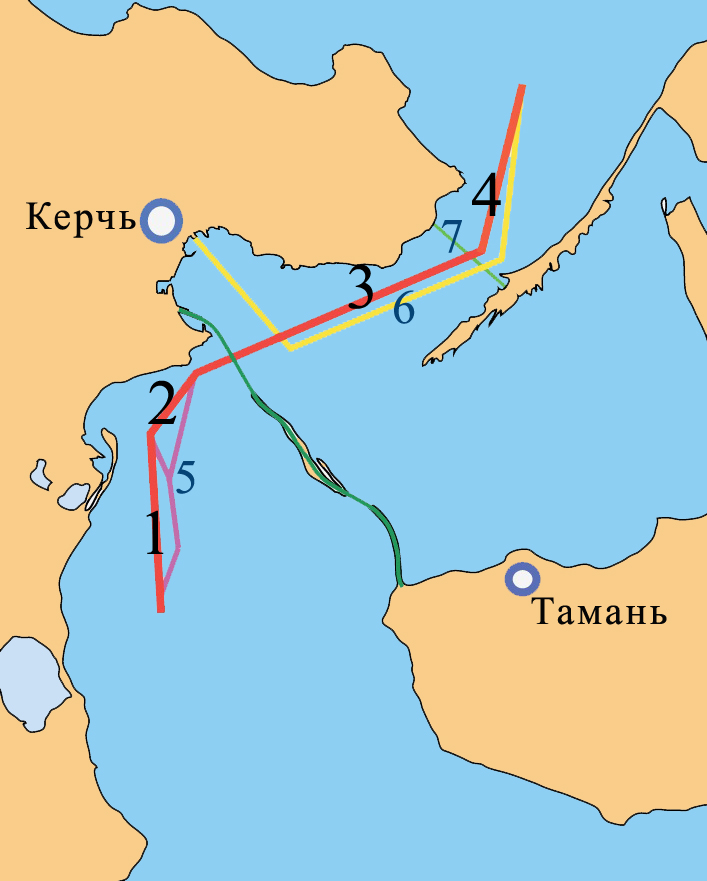

Als Schifffahrtsweg war die Tiefe nicht mehr ausreichend, so dass in mehreren Schritten ab 1874 eine Fahrrinne geschaffen wurde, die nach dem damaligen Namen der anliegenden Verwaltungseinheit als Kertsch-Jenikalsker-Kanal (russisch Kertsch-Jenikalski kanal) bezeichnet wird. Dieser ist heute 24,3 km lang, 120 m breit und für Schiffe mit einem Tiefgang von 8 m und 252 m Länge kostenpflichtig nutzbar. Seit 2017 ist die Durchfahrtshöhe durch den Bau der Krim-Brücke auf 35 m beschränkt.

## Geschichte

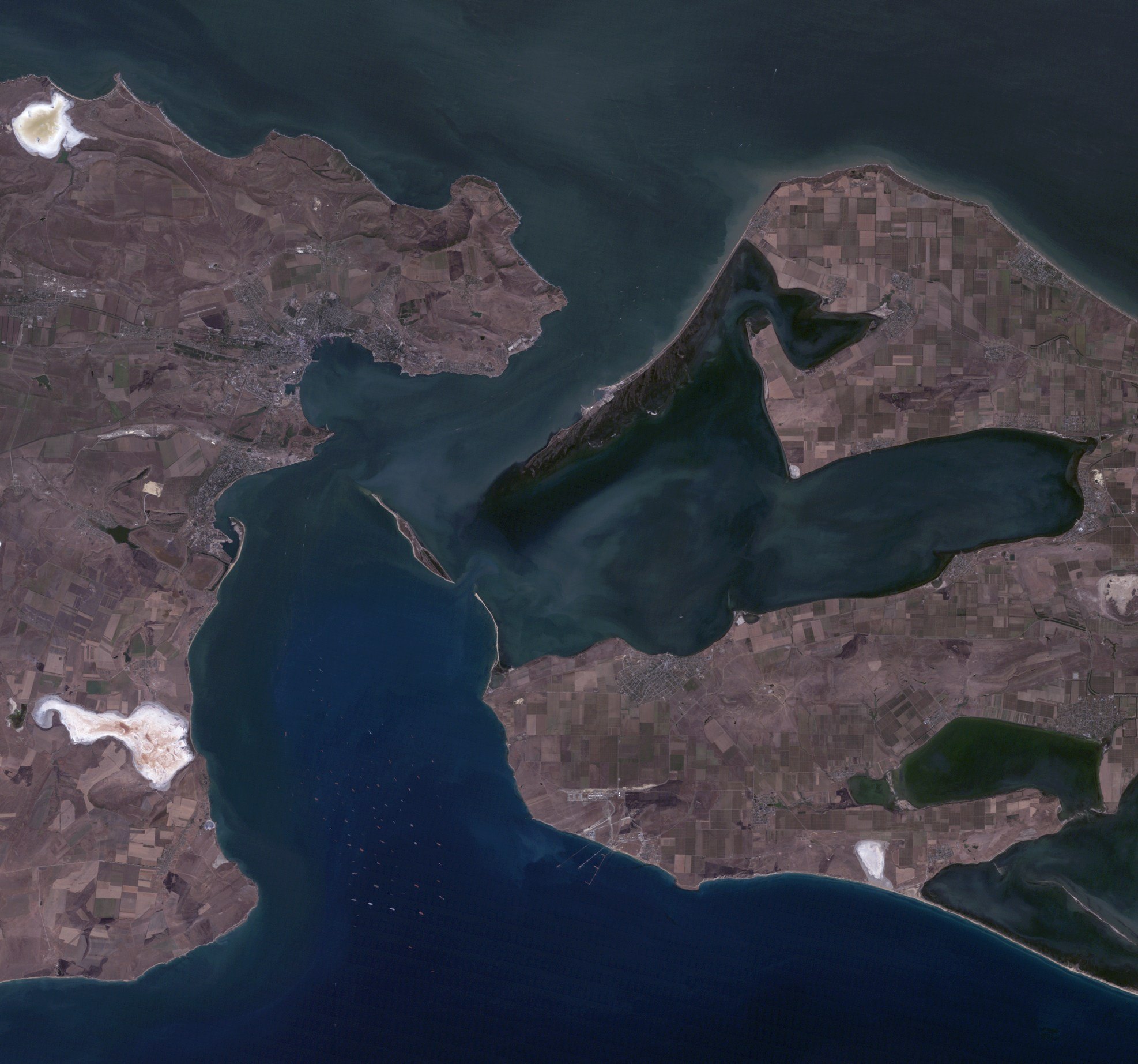
Die Straße von Kertsch auf einem LandSat-Foto (30. August 2011, genordet)

Am 19. Juli 1790 ereignete sich hier die Seeschlacht bei Kertsch, in deren Verlauf eine russische Flotte unter Admiral Fjodor Fjodorowitsch Uschakow die Landung einer türkischen Invasionsarmee auf der Krim unterband.
Von 1874 bis 1877 wurde eine erste Vertiefung des Schifffahrtsweges auf 5,7 m durchgeführt, 1903 auf 6,4 m und 1908 auf 7,3 m. Die Länge der Vertiefung erstreckte sich über 26,4 km.
Von Januar bis Oktober 1943 vollzog sich über die Meerenge von Kertsch der Rückzug der deutschen Kaukasusarmee/Heeresgruppe A, der durch die 17. Armee im Kuban-Brückenkopf auf der Taman-Halbinsel gedeckt wurde. Der Rückzug wurde mit einer von der Organisation Todt (OT) errichteten Materialseilbahn quer über die Straße von Kertsch (Tagesleistung: 1000 Tonnen) durchgeführt, aber auch mittels Fährprahmen auf See.
Im April 1943 wurde von deutschen Soldaten und Einheiten der OT mit dem Bau einer kombinierten Straßen- und Feldbahnbrücke über die Straße von Kertsch aus eisernen Kriegsbrückenteilen begonnen, der sich bis in den Herbst jenes Jahres hinzog. Am 1. September 1943 begannen die konzentrierten sowjetischen Angriffe auf die Reste des Brückenkopfs, so dass der deutsche Rückzug beschleunigt wurde. Zu diesem Zeitpunkt war die neue Brücke noch nicht fertiggestellt. Wehrmachtspioniere sprengten daraufhin die bereits vollendeten Teile der Brücke. Die Brücke wurde durch die Sowjetunion innerhalb von sieben Monaten als Eisenbahnbrücke wiederaufgebaut. Ende Februar 1945 wurde sie jedoch durch Eisgang aus dem Asowschen Meer weitgehend zerstört, da die Pfeiler nicht von Eisbrechern geschützt waren. Um die Schifffahrt nicht zu behindern, wurden die Trümmerteile abgetragen.
In den Jahren 1969 und 1970 wurde der Kanal auf 120 m Breite erweitert und auf 9–9,75 m vertieft, der Radius der Kurven wurde ebenfalls vergrößert. 1970 wurde der maximale Tiefgang auf 8 m bestimmt.
Eine Fährverbindung wurde 1953 errichtet, ebenso eine Eisenbahnfähre. Sie wurden 1993 eingestellt, Ende 2004 für den Güterverkehr aber wieder eröffnet. 2003 gab es einen Streit zwischen der Ukraine und Russland um die kleine ukrainisch verwaltete, aber zwischen beiden Staaten umstrittene Insel Tusla (200 m breit, 6 km lang) in der Mitte der Straße von Kertsch. Russland wollte von der Taman-Halbinsel her einen Damm auf die Insel Tusla bauen, was u. a. zu einer Veränderung der Wasserströmungen in der Straße von Kertsch geführt hätte. 2010 war der Damm zu etwa 2/3 fertiggestellt. Gleichzeitig wurde aber auch über den erneuten Bau einer Brücke nachgedacht. Im Jahr 2010 unterzeichneten die Ukraine und Russland eine Absichtserklärung zum Bau der Brücke. Mitte Februar 2014 wurde eine Machbarkeitsstudie vereinbart. Noch vor der völkerrechtswidrigen Annexion der Krim durch Russland wurde Anfang März 2014 in der russischen Föderation per Dekret die staatliche Straßenbauagentur Avtodor zur Gründung einer Tochtergesellschaft zum Bau der Brücke aufgefordert.
Nach der russischen Annexion der Krim wurde die Fährverbindung auch für den Personenverkehr wieder reaktiviert, um eine von der Ukraine unabhängige Verbindung der Krim mit Russland zu erhalten. So fuhr nach 25 Jahren Unterbrechung am 1. August 2014 wieder ein Zug von Simferopol via Eisenbahnfähre zur Taman-Halbinsel und über Rostow am Don nach Moskau anstelle der Strecke durch die Ukraine. Bis zur Vollendung des Brückenprojekts sollte der Verkehr über die Meerenge von Kertsch provisorisch mit Eisenbahn- und Autofähren abgewickelt werden. Abgesehen von völliger Überlastung der Verbindungen musste der Fährverkehr auch aufgrund der Witterungsbedingungen mehrfach vorübergehend eingestellt werden. Ergänzend wurde noch ein Hubschrauber-Service über die Meerenge von Kertsch eingerichtet.

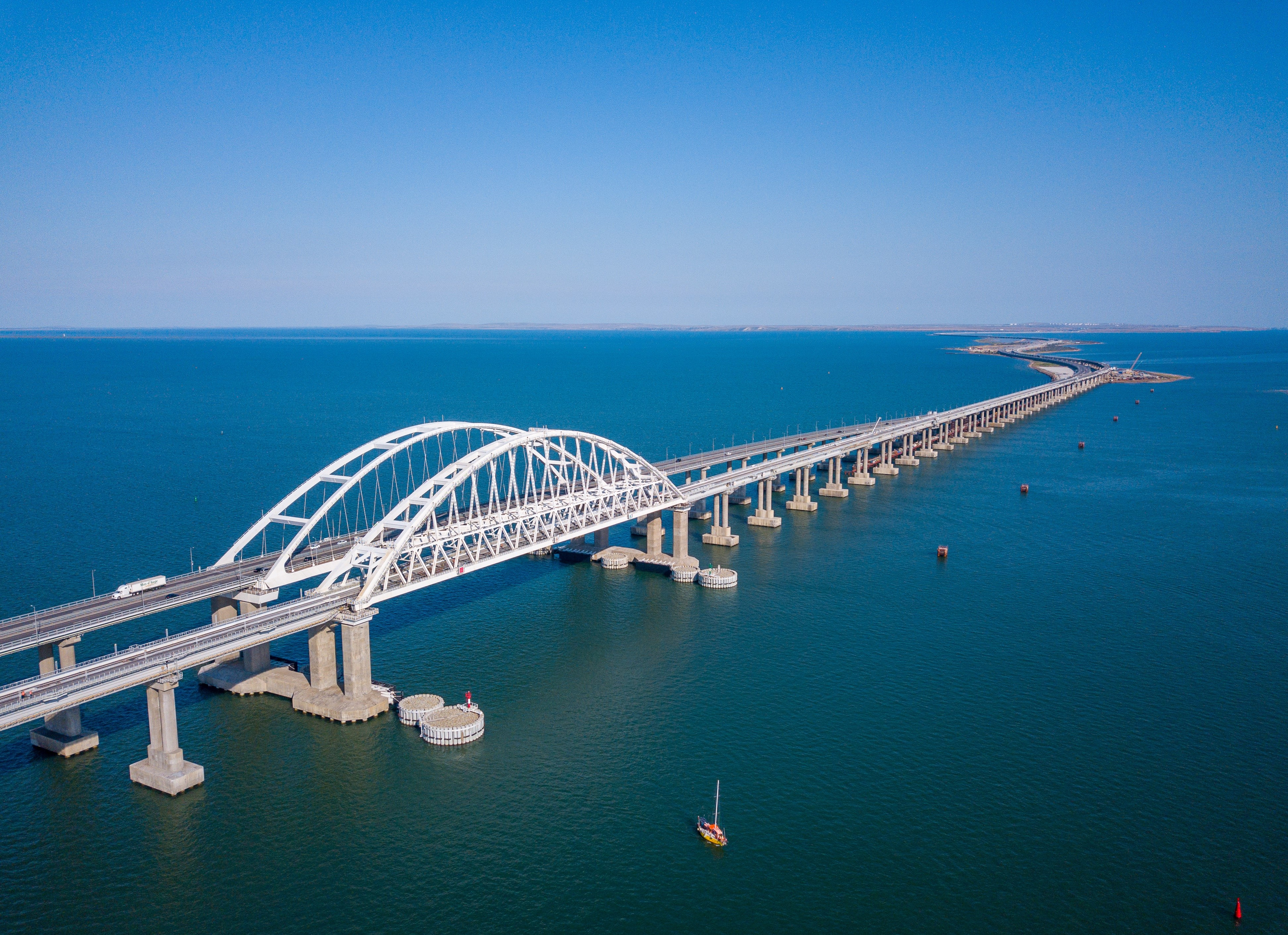
Krim-Brücke

Der Bau der Krim-Brücke, einer Doppelbrücke für Straße und Eisenbahn, begann im Jahr 2016. Am Bau beteiligte Unternehmen wurden ab September 2016 auf die Sanktionsliste der USA gesetzt. Die Straßenbrücke wurde im Mai 2018 und die Eisenbahnbrücke am 23. Dezember 2019 offiziell eröffnet.
Am 25. November 2018 kam es in der Straße von Kertsch zu einem militärischen Zusammenstoß zwischen Russland und der Ukraine, als russische Küstenschutzschiffe einen Schlepper und zwei Patrouillenboote der ukrainischen Marine beschossen und enterten und die ukrainischen Seeleute in Gefangenschaft nahmen (vgl. Russische Provokation bei Kertsch 2018).
Die Brücke wurde am frühen Morgen des 8. Oktober 2022 durch eine oder mehrere Explosionen und einen daraus entstehenden Brand schwer beschädigt; einige Sektionen der Autobahnbrücke stürzten ins Wasser.

## Seerechtlicher Vertrag 2003
Die Nutzung der Straße von Kertsch und des Asowschen Meeres ist im Russisch-ukrainischen Vertrag zur gemeinsamen Nutzung vom 24. Dezember 2003 geregelt. Darin werden beide Gewässer als gemeinschaftlich genutzte Territorialgewässer ohne 12-Meilen-Zone definiert. Der Vertrag sichert den Schiffen, darunter auch militärischen Seefahrzeugen, beider Länder die freie (friedliche) Durchfahrt in beiden Gewässern zu, ohne Einschränkung und ohne (ausdrückliche) Zustimmung des jeweils anderen Staates.